# Convent (Louisiana)
Convent település az Amerikai Egyesült Államok Louisiana államában, St. James megyében, melynek megyeszékhelye is. Lakosainak száma 483 fő (2020. április 1.).

## Története
A település eredetileg a Baron nevet viselte, amikor 1722 és 1739 között először létrejött. 1825 és 1932 között a Szent Mihály kolostor (a Szent Szív Rendje), 1831 és 1931 között pedig a Jefferson College székhelye volt. Az intézmény célja az volt, hogy a Mississippi folyó menti ültetvénytulajdonosok fiait oktassa. 1931-ben a New Orleans-i jezsuita atyák megvásárolták a Jefferson College-ot, és átnevezték Manresa House of Retreats-re.

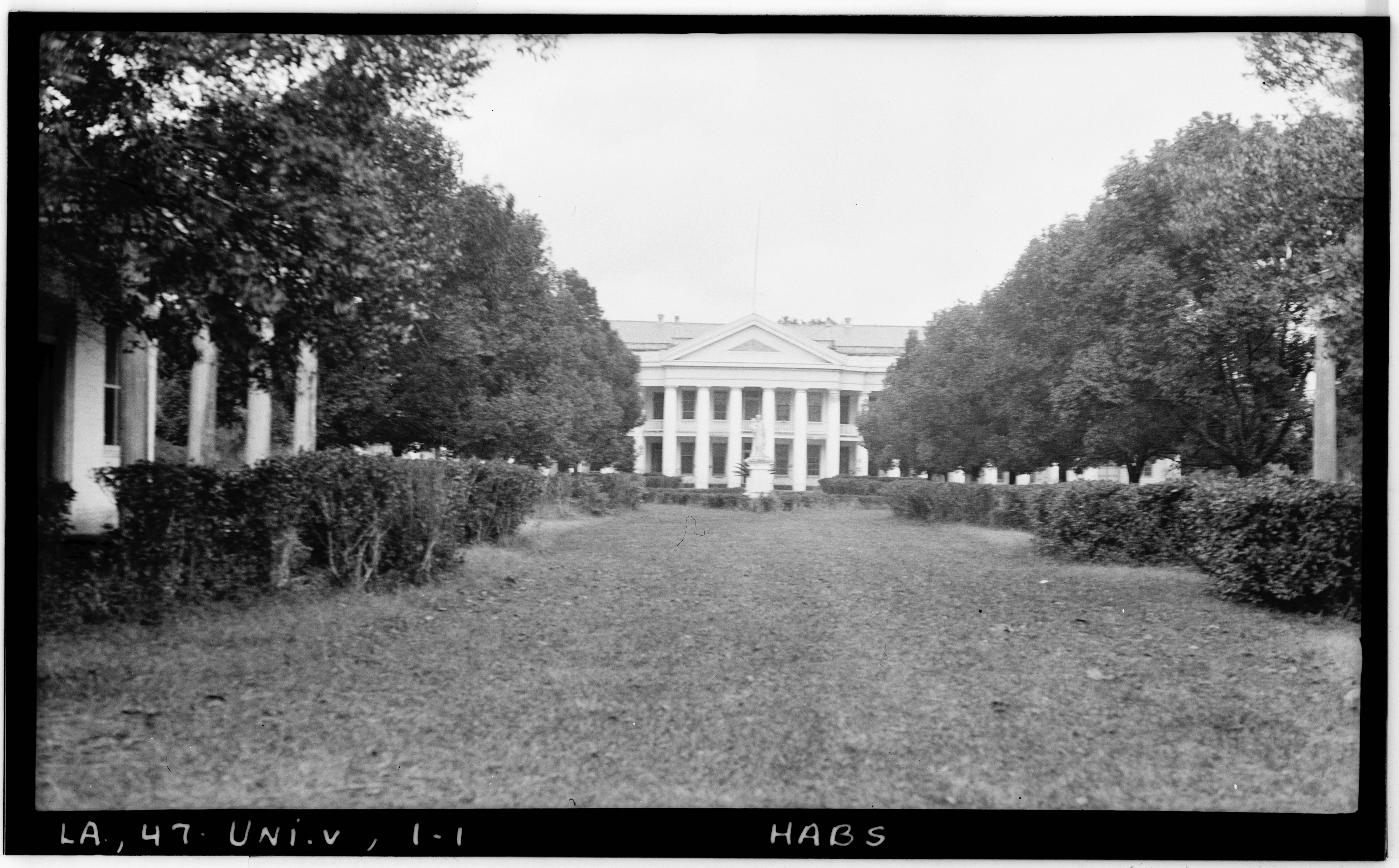
Manresa Elvonulási Ház (korábban Jefferson Főiskola) 1934-ben

2016. február 23- án egy rendkívül nagy erejű tornádó csapott le a Sugar Hill lakókocsiparkra, két halálos áldozatot követelve és több embert megsebesítve.

## Népesség
A település népességének változása:

| 2010 | 711 |
| 2020 | 483 |